# 연방방위군 장군총감

연방방위군 장군총감기

연방방위군 장군총감(聯邦防衛軍將軍總監, 독일어: Generalinspekteur der Bundeswehr; GenInspBw 게네랄인스펙토이어 데어 분데스베어[*])은 독일 연방방위군의 최선임 장교이다. 그 명칭은 독일 전통의 참모총장 명칭인 장군참모에서 유래했다.

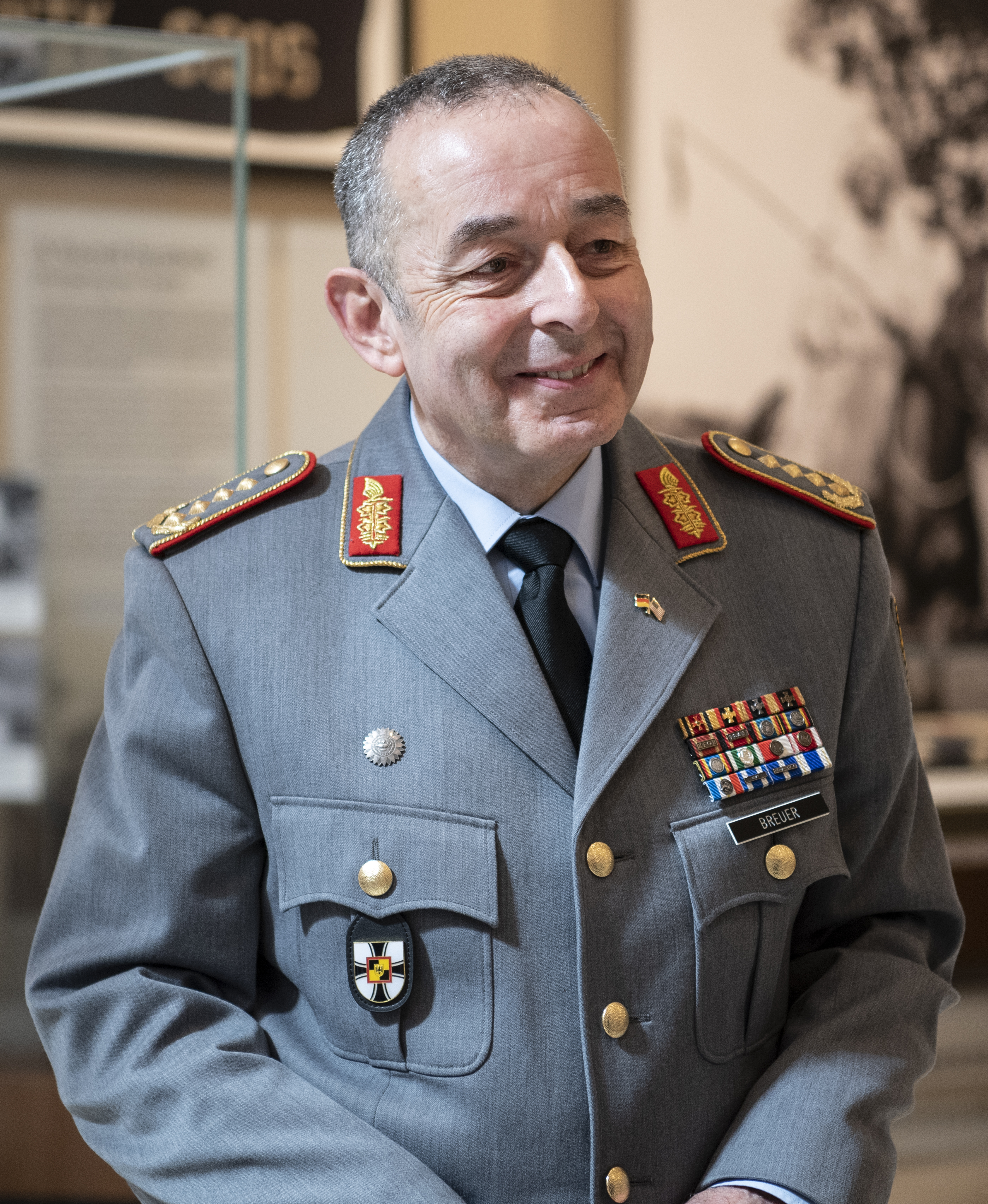
2023

역대 장군총감은 모두 4성 장성이 부임했으며, 연방국방부 내의 병력지도참모부(Führungsstab der Streitkräfte)의 장이었다. 장군총감은 평시 군 통수권을 가진 연방국방장관에게 직접 보고를 하는 군사자문관이다.
연방방위군 장군총감에게 딸린 직속 부하로는 연방방위군의 각 분과 - 즉 독일 육군, 독일 해군, 독일 공군의 장인 육군참모총장, 해군참모총장, 공군참모총장, 그리고 군수군 사령관과 의무군 사령관, 사이버정보군 사령관이 있으며, 이들 6개 분과의 최선임 장교는 모두 중장이다.

## 역대 장군총감
1. 아돌프 호이징거
2. 프리드리히 푀르트슈
3. 하인리히 트레트너
4. 울리히 더 메치에레
5. 아르민 치머만
6. 하랄트 부스트
7. 위르겐 브란트
8. 볼프강 알텐부르크
9. 디터 벨러쇼프
10. 클라우스 나우만
11. 하르트무트 바거
12. 한스페터 폰 키르히바흐
13. 하랄트 쿠야트
14. 볼프강 슈나이더한
15. 폴커 비커

## 같이 보기
- 육군총감
- 해군총감
- 공군총감